# Carrier Air Wing 5

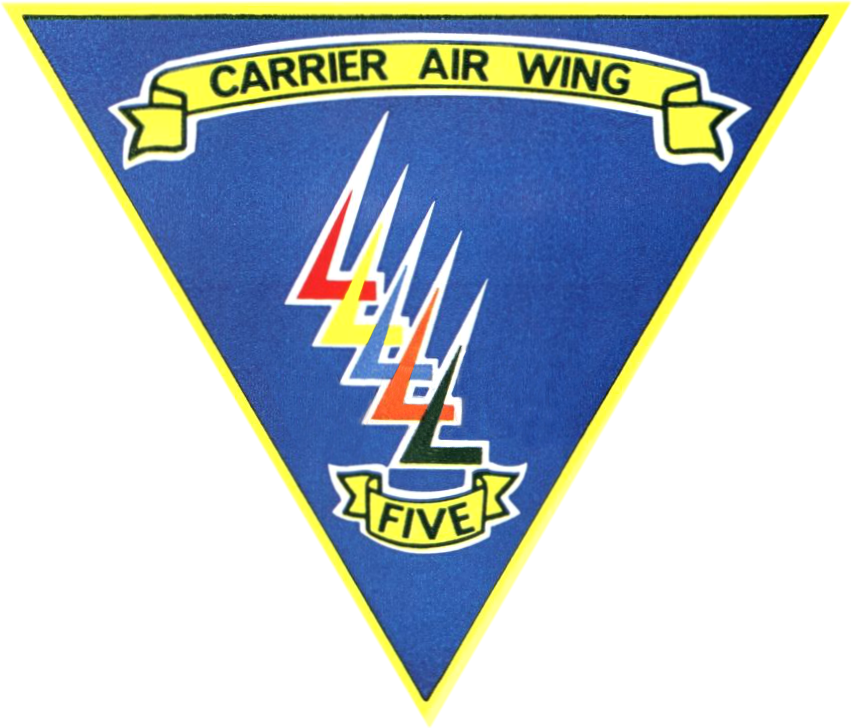

El Carrier Air Wing 5 (CVW-5) es un ala aérea embarcada de la Armada de los Estados Unidos. Forma parte del Naval Air Force, U.S. Pacific Fleet; y está asignada al portaaviones USS Ronald Reagan. Su base es Marine Air Corps Station, Iwakuni (Japón).

## Historia
Creado en 1943, fue la primera ala aérea en combatir en la guerra de Corea, con jets F9F Phanter desde el USS Valley Forge. En 1965 luchó en la guerra de Vietnam con jets F-4B Phantom II embarcados en el USS Midway. En 1990 y 1991 participó de las Operaciones Desert Shield y Desert Storm con los escuadrones VF-21 y VF-154, equipadas con aviones F-14 Tomcat. En los años noventa incorporó al caza F/A-18 Hornet.